# Ханс Карл Артман
Ханс Карл Артман (на немски: Hans Carl Artmann или H. C. Artmann) е австрийски поет, белетрист, драматург, преводач и автор на книги за деца.

## Биография
Роден е на 12 юни 1921 г. в Санкт Ахац ам Валде край Виена в семейството на обущар. На деветнадесетгодишна възраст е призован в армията, участва като обикновен войник във Втората световна война и е тежко ранен. След края на войната следва сравнително езикознание във Виена и води живота на „странстващ студент“. Пътува из Холандия, Белгия, Франция и Испания. Установява се с прекъсвания в Австрия и Швеция.

## Творчество
Ханс Карл Артман е смятан за централна фигура в модернистично насоченото поколение австрийски поети от „Виенската група“. В творбите си, написани предимно на виенско наречие, Артман съчетава барокови елементи и черти на фолклора с похвати на съвременните литературни направления, като провежда сложни езикови експерименти. По-значимите му произведения са стихосбирките „Рими, стихове, формули“ (1954), „С черно мастило“ (1958) и „Вербариум“ (1966), а също сборниците с проза „За ония хусари и други въжеиграчи“ (1959), „Търсене на вчерашния ден“ (1964), „Послание в бутилка“ (1967), „Началните букви на знамето“ (1969), „Пътешествие към остров Нантукет“ (1969), „Колко още, скъпа“ (1971), „От страната на Виена“ (1972), „Под прикритието на една шапка“ (1974), „Гонитбата на д-р У.“ (1977), „Новини от север и юг“ (1978) и „Граматика на розите“ (1979).

## Награди и отличия
- 1974: „Голяма австрийска държавна награда за литература“
- 1977: „Литературна награда на Виена“
- 1981: Ehrenring der Stadt Salzburg
- 1981: „Рауризка литературна награда“
- 1981: Literaturpreis der Landeshauptstadt Salzburg
- 1983: Literaturpreis der Salzburger Wirtschaft
- 1984: Goldenes Ehrenzeichen des Landes Salzburg
- 1984: Österreichisches Ehrenkreuz für Wissenschaft und Kunst
- 1986: „Награда „манускрипте““ für das Forum Stadtpark des Landes Steiermark
- 1986: Übersetzerprämie des Bundesministeriums für Unterricht und Kunst
- 1986: Mainzer Stadtschreiber
- 1987: Kunstpreis bildender Künstler aus Österreich und der BRD für einen hochgeschätzten und bewunderten Kollegen
- 1989: Literaturpreis der Landeshauptstadt Salzburg
- 1989: „Награда Франц Набл“
- 1991: Literaturpreis der Landeshauptstadt Salzburg
- 1991: Ehrenbecher des Landes Salzburg
- 1991: Почетен доктор на университета в Залцбург
- 1991: Literaturpreis der Stadt Salzburg
- 1991: Österreichisches Ehrenzeichen für Wissenschaft und Kunst
- 1992: „Награда Франц Грилпарцер“
- 1994: Friedestrompreis für Dialektdichtung des Kreises Neuss
- 1996: Großes Ehrenzeichen des Landes Kärnten
- 1996: Ehrenring der Stadt Wien
- 1997: „Награда Георг Бюхнер“
- 1997: „Почетна награда на австрийските книгоиздатели за толерантност в мислите и действията“
- 1999: „Литературна награда на провинция Щирия“ (1999)
- 2000: Großes Goldenes Ehrenzeichen für Verdienste um die Republik Österreich

Ханс Карл Артман е член на Берлинската академия на изкуствата.
В чест на писателя град Виена учредява през 2004 г. литературната награда „Ханс Карл Артман“.